# Tarraco
Tarraco est le nom antique de la cité de Tarragone (en Catalogne, Espagne). Elle est la capitale de la Tarraconaise sous l'Empire romain, et l'une des principales cités de la péninsule Ibérique. 
C'est à l’origine une petite place militaire abritant une petite garnison romaine des frères Cornelius Scipion au cours de la deuxième guerre punique en 218 av. J.-C.. Ce premier établissement est situé à côté d'un oppidum ibérique, probablement Cesse. Ce site devient vite une importante base militaire d’où est née la ville de Tarraco. C’est la principale base d'hiver pour les troupes romaines en Hispanie, et qui permet un processus long et complexe d'intégration du nouveau territoire péninsulaire, aux plans culturels et économiques et religieux pour la diffusion du catholicisme. 
Le site archéologique, en partie enseveli sous l'actuelle ville de Tarragone, est classé au Patrimoine mondial de l'UNESCO.

## Histoire

### Période pré-romaine
Grâce aux sources classiques, les noms des différents peuples ibériques de la Catalogne sont connus, bien qu'il soit difficile d'établir les limites de peuplement avec précision. Comme pour les régions du sud de la Principauté, les Ilercavons sont essentiellement sur la zone du Baix-Èbre, tandis que Cessetans occupent la plaine de Tarragone et probablement le Penedès et la Conca de Barbera.
Les fouilles archéologiques mettent en évidence de nombreux sites ibériques dans toute la région, en particulier dans les terres de l'Èbre. Un bon exemple est le village du Castellet de Banyoles (Tivissa), situé sur un plateau qui domine et contrôle le passage de la rivière. Les fouilles qui sont menées entre 1912 et 1927, mettent au jour par hasard le « trésor Tivissa  » (des objets d'or, assiettes et tasses en argent et des pièces pré-romaines) et permettent partiellement de connaître son système de planification et de défense exceptionnelle. Il semble que nous pouvons situer le développement la colonie du IVe au IIIe siècle av. J.-C. Les bases ibériques dans la plaine de Tarragone sont nombreuses ; on compte en particulier : Fontscaldes, Vilar de Garràfols (Vallmoll), de Degotalls (Alcover), Puig de Santa Anna (Castellvell du Camp) à partir Timbes (Riudoms)
Dans la ville de Tarragone, diverses fouilles effectuées il y a quelques années entre les rues et le capucin Pere Martell ont mis au jour in situ les vestiges d'habitat et des matériaux de la période ibérique datant du Ve siècle av. J.-C. Cela confirme l'existence d'un oppidum autochtone dans la partie basse de la ville (qui portait le nom Kese) sur une élévation naturelle de la terre très proche du port et l'embouchure du  Francoli.

### Origine de Tarraco

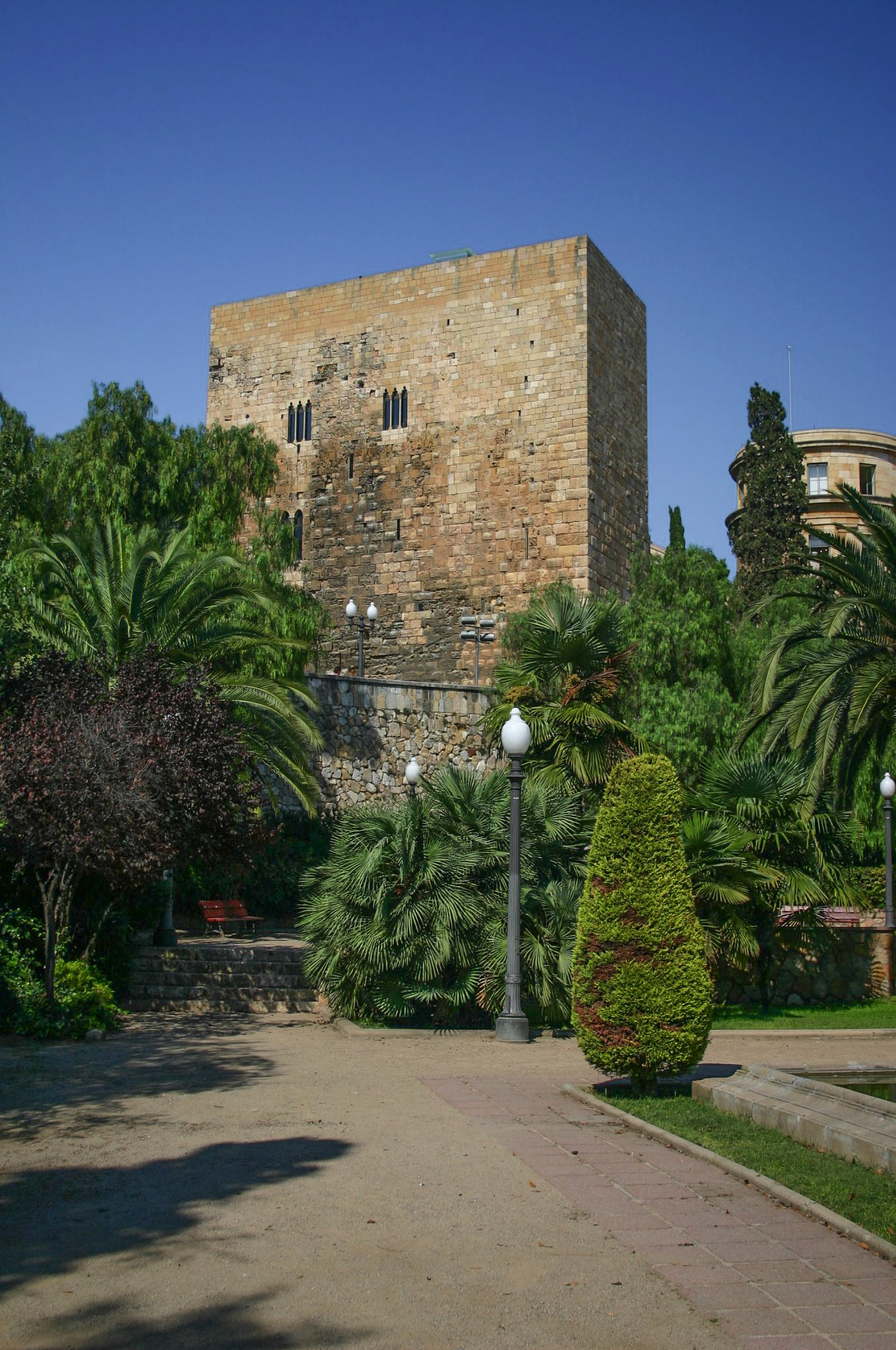
Sur un des angles du côté sud du forum provincial de Tarraco, s'élève le bâtiment du Prétoire.

Après avoir débarqué à Empúries en 218 av. J.-C., Cnaeus Cornelius Scipio Calvus se lance dans la conquête de toute la côte catalane jusqu'à l'Èbre et affronte les tribus indigènes qui ont été soumises auparavant par les Carthaginois. La première bataille est livrée à Kese et est favorable aux Romains qui occupent le village et y laissent une garnison. Après l'expulsion définitive des Carthaginois de cette longue côte, Tarraco est transformé en campement d'hiver des légions romaines.
Une fois les troupes installées et la défense de la nouvelle base assurée par la construction d'une muraille, les Romains commencent en 217 av. J.-C. la conquête des terres intérieures occupées par les tribus indigènes des Ilergetes, des Lacétans et des Ausétans, alliées aux Carthaginois. Tarraco acquiert alors le rôle de place forte. Deux éléments conditionnent fortement l'évolution de la place, jusqu'à aujourd'hui : le port et les murailles. Tous deux sont construits d'après les ordres de Scipion, ce qui vaut à la cité le titre de Tarraco Scipionum opus donné par l'historien romain Pline l'ancien au (Ier siècle av. J.-C.).
En 45 av. J.-C., Jules César donna à la ville le statut de colonie romaine de droit romain (Colonia lulia Urbs Triumphalis Tarraco). Auguste y résida en 27 à 25 av. J.-C. pour suivre les opérations militaires de la Cornisa Cantàbrica et donna à la ville le titre de capitale de la province Tarraconaise (Hispania Tarraconensis) dans la nouvelle organisation provinciale. À cette époque commença la mise en œuvre d'un grand programme destiné à doter les villes romaines d'ensembles architecturaux monumentaux, en accord avec l'importance et la symbolique de la ville. Tarraco atteignit son plus grand prestige au IIe siècle apr. J.-C.

« Tarraco sera une petite Rome : une ville fortifiée, avec des bâtiments publics dédiés aux dieux, l’administration et le divertissement des habitants. Une division claire entre les quartiers urbains et les quartiers du potentat, une vie urbaine riche et intense… l’actuelle Tarragone sera considérée dans tout l’empire comme un petit paradis, un lieu où la vie est plaisante et commode, évidemment pour ceux qui pouvaient se permettre une telle vie »

.
À cette époque, les habitants romains de cette ville jouissaient d’un niveau de vie qu’ils ne retrouvèrent qu’à l’époque moderne. Comme le montre le témoignage de Florus, orateur romain du IIe siècle :

« Tarraco est pour moi la ville la plus agréable et aimable de toutes celles connues pour le repos. Ici, tu as un peuple honoré, laborieux, tranquille, qui maintient un certain  regret envers les forestiers, mais une fois connus, ils te traitent bien. Le ciel – qui est très tempéré – n’a pas de changements brusques de température et l’année semble un printemps permanent. La terre est fertile aux champs, et plus encore sur les hauteurs. On y produit du vin et du blé aussi bon comme en Italie sans être la récolte de la fin d’automne. De plus, la ville offre de grands avantages, puisqu’elle conserve les standards de César et arbore triomphalement son titre. Mais elle possède également des monuments notables d’origine étrangère : si tu regards les temples antiques, tu vois qu’ici on adore Jupiter Ammo »

La vitalité se maintint jusqu’au milieu du IIIe siècle, quand, à la suite de la crise générale de l’Empire et les premières incursions des Francs, commença un processus généralisé de récession tant d’ordre démographique qu’urbanistique, qui eut comme conséquence la destruction et l’abandon d’une grande partie de la ville, à l’exception de la partie qui devint le nouveau noyau urbain. Cependant, et malgré les invasions barbares, les Tarragonais maintinrent les lois et les coutumes durant bien plus longtemps que dans d’autres villes du monde romain, sur une période évaluée à plus de huit siècles.